# کلاودیا گایزلر-بادینگ
کلاودیا گایزلر-بادینگ (آلمانی: Claudia Geisler-Bading؛ زادهٔ ۳۰ نوامبر ۱۹۶۵) بازیگر تئاتر و سینما و استاد رشتۀ بازیگری اهل آلمان است.
از فیلم‌ها یا مجموعه‌های تلویزیونی که وی در آن‌ها نقش داشته‌است، می‌توان به لوته در باهاوس، باربارا، مردان آثار ماندگار، جایی برای رفتن نیست و ققنوس اشاره نمود.